# Hylarana menglaensis
Ếch suối meng la, còn gọi là ếch suối Mãnh Lạp, ếch bám đá meng la (Danh pháp khoa học: Hylarana menglaensis) là loài ếch thuộc họ Ranidae trong chi Hylarana (ếch bám đá), đây là loài của Việt Nam và Trung Quốc (có thể cả ở Lào và Myanmar), trước đây chỉ được ghi nhận tại tỉnh Vân Nam, phía Tây Nam Trung Quốc.

## Đặc điểm
Chúng sống sống ở các vực suối chảy chậm và ở độ cao 1000-1600m so với mực nước biển. Cá thể cái của loài có kích thước 44,1 – 49,3 mm lớn hơn cá thể đực 38,9 – 44,9 mm, mặt trên của đầu và thân màu nâu xám với nhiều đốm đen nhỏ, hai bên sườn có các đốm đen lớn hơn. Tiếng kêu của loài được ghi nhận vào cả ngày và đêm. 